# Lista de prêmios e indicações recebidos por Toy Story 3
Toy Story 3 é um filme de animação americano de 2010, dos gêneros aventura e comédia dramática, dirigido por Lee Unkrich e roteirizado por Michael Arndt. Produzido pela Pixar Animation Studios e distribuído pela Walt Disney Pictures, é a sequência de Toy Story 2 (1999) e o terceiro filme da franquia Toy Story. Estreou mundialmente como o filme de abertura do Festival de Taormina, na Itália, em 12 de junho de 2010, foi lançado nos cinemas dos Estados Unidos em 18 de junho de 2010 e em outros países entre junho e outubro daquele ano, tornando-se o primeiro longa-metragem de animação a ultrapassar a marca de um bilhão de dólares em bilheteria.
Assim como seus antecessores, Toy Story 3 recebeu aclamação da crítica especializada após seu lançamento, sendo elogiado pelo desempenho vocal do elenco, o roteiro, a profundidade emocional da história e a trilha sonora de Randy Newman. Tornou-se o segundo filme da Pixar (depois de Up) e o terceiro filme de animação da história do cinema (depois de Beauty and the Beast e Up) a ter sido indicado ao Oscar de Melhor Filme. A obra recebeu ainda outras quatro indicações ao prêmio nas categorias de Melhor Roteiro Adaptado, Melhor Edição de Som, Melhor Filme de Animação e Melhor Canção Original — vencendo as duas últimas —, e ganhou o Globo de Ouro e o BAFTA de Melhor Filme de Animação.

## Prêmios e indicações
| Prêmios                                                  | Prêmios                                                      | Prêmios                                                     | Prêmios   |
| Prêmio                                                   | Categoria                                                    | Nomeação                                                    | Resultado |
| -------------------------------------------------------- | ------------------------------------------------------------ | ----------------------------------------------------------- | --------- |
| Prêmios Teen Choice de 2010                              | Choice Movie: Animated Film (Filme de Animação)              |                                                             | Venceu    |
| Prêmios Nickelodeon Australian Kids' Choice de 2010      | Filme Favorito                                               |                                                             | Indicado  |
| Prêmios Hollywood Movie de 2010                          | Hollywood Animation Award                                    | Lee Unkrich                                                 | Venceu    |
| Prêmios Digital Spy Movie                                | Melhor Filme                                                 |                                                             | Venceu    |
| Prêmios Scream de 2010                                   | Melhor Filme de Fantasia                                     |                                                             | Indicado  |
| Prêmios Scream de 2010                                   | Melhor Roteiro                                               | Michael Arndt                                               | Indicado  |
| Prêmios Scream de 2010                                   | Melhor Ator em Filme de Fantasia                             | Tom Hanks                                                   | Indicado  |
| Prêmios Scream de 2010                                   | 3-D Top Three                                                |                                                             | Indicado  |
| Prêmios People's Choice de 2011                          | Filme Favorito                                               |                                                             | Indicado  |
| Prêmios People's Choice de 2011                          | Filme Infantil Favorito                                      |                                                             | Venceu    |
| Prêmios Satellite de 2010                                | Melhor Filme (Animado ou Mixado)                             |                                                             | Venceu    |
| Prêmios Satellite de 2010                                | Melhor Roteiro Original                                      | Michael Arndt                                               | Indicado  |
| Grammy Awards de 2011                                    | Melhor Trilha Orquestrada de Mídia Visual                    | Randy Newman                                                | Venceu    |
| Heartland Film Festival de 2010                          | Truly Moving Picture Award                                   | Lee Unkrich                                                 | Venceu    |
| Prêmios Annie de 2011                                    | Melhor Filme de Animação                                     |                                                             | Indicado  |
| Prêmios Annie de 2011                                    | Melhor Direção em uma Produção de Longa-metragem             | Lee Unkrich                                                 | Indicado  |
| Prêmios Annie de 2011                                    | Melhor Roteiro em uma Produção de Longa-metragem             | Michael Arndt                                               | Indicado  |
| Prêmios National Board of Review de 2010                 | Melhor Filme de Animação                                     |                                                             | Venceu    |
| Prêmios National Board of Review de 2010                 | Top Ten Films                                                |                                                             | Venceu    |
| Prêmios Washington Area Film Critics Association de 2010 | Melhor Roteiro Adaptado                                      | Michael Arndt                                               | Indicado  |
| Prêmios Washington Area Film Critics Association de 2010 | Melhor Filme                                                 |                                                             | Indicado  |
| Prêmios Washington Area Film Critics Association de 2010 | Melhor Filme de Animação                                     |                                                             | Venceu    |
| Prêmios Critics' Choice Movie de 2011                    | Melhor Filme                                                 |                                                             | Indicado  |
| Prêmios Critics' Choice Movie de 2011                    | Melhor Roteiro Adaptado                                      | Michael Arndt                                               | Indicado  |
| Prêmios Critics' Choice Movie de 2011                    | Melhor Filme de Animação                                     | Lee Unkrich                                                 | Venceu    |
| Prêmios Critics' Choice Movie de 2011                    | Melhor Som                                                   | Randy Newman                                                | Indicado  |
| Prêmios Critics' Choice Movie de 2011                    | Melhor Canção Original ("We Belong Together")                | Randy Newman                                                | Indicado  |
| Prêmios Golden Tomato de 2010                            | Filme com melhor classificação de 2010 (Lançamento nacional) |                                                             | Venceu    |
| Prêmios Golden Tomato de 2010                            | Filme de animação com as melhores críticas                   |                                                             | Venceu    |
| Prêmios Globo de Ouro de 2011                            | Melhor Filme de Animação                                     |                                                             | Venceu    |
| Prêmios BAFTA de 2011                                    | Melhor Roteiro Adaptado                                      | Michael Arndt                                               | Indicado  |
| Prêmios BAFTA de 2011                                    | Melhor Filme de Animação                                     |                                                             | Venceu    |
| Prêmios BAFTA de 2011                                    | Melhores Efeitos Visuais                                     | Guido Quaroni                                               | Indicado  |
| Oscar 2011                                               | Melhor Filme                                                 | Darla K. Anderson                                           | Indicado  |
| Oscar 2011                                               | Melhor Roteiro Adaptado                                      | Michael Arndt, John Lasseter, Andrew Stanton e Lee Unkrich  | Indicado  |
| Oscar 2011                                               | Melhor Filme de Animação                                     | Lee Unkrich                                                 | Venceu    |
| Oscar 2011                                               | Melhor Edição de Som                                         | Tom Myers e Michael Silvers                                 | Indicado  |
| Oscar 2011                                               | Melhor Canção Original ("We Belong Together")                | Randy Newman                                                | Venceu    |
| Prêmios Kids' Choice de 2011                             | Animação Favorita                                            |                                                             | Indicado  |
| Prêmios Kids' Choice de 2011                             | Dublagem Favorita em Animação                                | Tom Hanks                                                   | Indicado  |
| Prêmios Kids' Choice de 2011                             | Dublagem Favorita em Animação                                | Tim Allen                                                   | Indicado  |
| Prêmio Saturno de 2011                                   | Melhor Filme de Animação                                     |                                                             | Venceu    |
| Prêmio Saturno de 2011                                   | Melhor Roteiro                                               | Michael Arndt                                               | Indicado  |
| Prêmios MTV Movie de 2011                                | Melhor Vilão                                                 | Ned Beatty                                                  | Indicado  |
| Visual Effects Society de 2011                           | Melhor Animação em um Filme Animado                          | Lee Unkrich, Darla K. Anderson, Guido Quaroni, Michael Fong | Indicado  |
| Visual Effects Society de 2011                           | Melhor Efeitos de Animação em um Filme Animado               | Jason Johnston, Eric Froemling, David Ryu, JD Northrup      | Indicado  |